# Nagyiványi Zoltán
Nagyiványi Zoltán (Aranyosmarót (maː Szlovákia), 1879. február 4. – Budapest, Terézváros, 1951. április 10.) magyar író, újságíró. Korábbi foglalkozása ügyvéd volt.
Eredeti, születési neve: nagyiványi Fekete Zoltán Lajos Menyhért volt, de nevét 1913-ban hivatalosan is Nagyiványi Zoltánra változtatta.

## Élete
Szülei dr. nagyiványi Fekete Gyula táblabíró és Ruprecht Ilona. 1908-ig Enyingen élt, majd jogi egyetemet végzett. Ezt követően a zsablyai királyi járásbíróságon lett jegyző. Ezután Besztercebányán, majd 1911-től Gyöngyösön működött. 1911 decemberében költözött Budapestre és ügyvédi irodát nyitott.
Az első világháború kitörése Párizsban érte. Ettől kezdve sorsa rendkívül kalandos. Előbb 1914-től a Francia Idegenlégió, majd az osztrák–magyar hadsereg katonája volt. 1916-ban orosz hadifogságba esett, ahonnan 1918-ban hazaszökött. 1918-ban Budapesten Louis Franchet d’Espèrey tábornok mellé vezényelt összekötő tisztként szolgált.
A Tanácsköztársaság idején Ágoston Péter külügyi népbiztoshelyettes titkára volt. 1923-tól a budapesti királyi törvényszék tolmácsa, de emellett ügyvédi irodájában is dolgozott. A húszas évek végén külföldre távozott, beutazta a Közel-Keletet, Iránt. Teheránban, majd a Szovjetunióban, Bakuban és Moszkvában élt. Előbb a szovjet nemzeti bank külföldi levelezési osztályának tisztviselője volt, majd a külföldi kulturális kapcsolatok osztályán dolgozott. 1930-ban hazatért, majd sikkasztás vádjával letartóztatták, s egy ideig a lipótmezei elmegyógyintézetben kezelték.
A harmincas-negyvenes években több regénye és elbeszélése is megjelent nyomtatásban. A Sárga kaszinó és más regényeiből filmek készültek még Olaszországban is. 1945-től egy ideig a Szabad Nép, majd a Képes Figyelő hetilap munkatársa volt.
Szívelégtelenség következtében hunyt el Budapesten.

## Magánélete
Nagyiványi magánélete is viharosan alakult. Első felesége egy földbirtokos lánya volt. Két fiuk született: László és Zoltán (1914). Második felesége Kunos Ibolya volt, Kunos Ignác lánya, akivel 1919. április 22-én házasodtak össze, de már 1921-ben el is váltak. Egy fiuk született. A harmadik egy panziótulajdonos, akivel mindössze két hét után bontották fel a házasságukat. Negyedik felesége Reisz Ilona, az ötödik Barthal Mária volt.
Felesége volt Weisz Piros is, akit 1923. május 19-én vett feleségül, de a következő évben el is váltak.

## Művei
Regényei a budapesti Révai Kiadó gondozásában jelentek meg:
- Forradalmi problémák és a zsidó kérdés; Lampel, Budapest, 1920
- Idegenlégiótól a Szovjetunióig, 1934, 1935, 1942 (önéletrajzi regény)
- Moszkvai lányok (Budapest, 1936)
- Sárga kaszinó (Budapest, 1937)
- Istenek völgye (Budapest, 1938)
- Párbaj Keleten (Budapest, 1940)
- Ígéret (Budapest, 1942)
- Becsületszó. Filmvázlat. Daróczy József elképzeléseiből írta Nagyiváni Zoltán; Athenaeum Ny., Budapest, 1942

## Filmjei
Több filmben forgatókönyvíróként működött közre. Egy részük saját regényeiből készült:
- 1940 A Gorodi fogoly, magyar film, rendezte: Cserépy Arzén
- 1942 I sette peccati (~A hét bűn, olasz film, rendezte: Ladislao Kish) (történet)
- 1942 Férfihűség, magyar filmdráma, rendezte: Daróczy József (Daróczy Józseffel és Rodriguez Endrével)
- 1943 Una piccola moglie (~A kis feleség, olasz film, rendezte: Giorgio Bianchi) (regényéből)
- 1944 Sárga kaszinó, magyar filmdráma, rendezte: Lajthay Károly, (forgatókönyvíró azonos című regényéből Lajthay Károllyal)

Érdekes módon meg nem valósult forgatókönyvei közül a Daróczy József elképzeléséből született Becsületszó című filmvázlata szerepel a szellemiségük miatt a háború után betiltott művek listáján. (Nagyiványi Zoltán: Becsületszó, kiadó: Daróczy József, Budapest)
Másik, szintén az 1940-es években meghiúsult filmje az Egyszeregy címet viselte volna.